# Susumu Terajima
Susumu Terajima (寺島 進?, Terajima Susumu; Tokyo, 12 novembre 1963) è un attore giapponese.

## Biografia
Nel corso della sua ventennale carriera è apparso in oltre cento film ed in numerosi spot televisivi e serie televisive ed è principalmente conosciuto per aver spesso interpretato il ruolo dello yakuza, soprattutto nei film del regista Takeshi Kitano, a cui è legato anche da profonda amicizia. Ha debuttato nel 1986 nel film A-Houmansu ed è sotto contratto con l'agenzia Office Kitano di Takeshi Kitano.

## Filmografia

### Televisione
- Omukae desu
- Sekando Rabu TV Asahi 2015
- Sousa Chizu no Onna (TV Asahi, 2012)
- Resident~5-nin no Kenshui (TBS, 2012)
- Suitei Yuuzai (WOWOW, 2012)
- Hikaru Hekiga (TV Asahi, 2011)
- Unfair the Special ~Double Meaning Niju Teigi~ (Fuji TV, 2011)
- Nankyoku Tairiku (TBS, 2011)
- GOLD (Fuji TV, 2010)
- TROUBLEMAN (TV Tokyo, 2010)
- Shinzanmono (TBS, 2010, epp. 1-2)
- Wagaya no Rekishi (Fuji TV, 2010)
- Code Blue 2 (Fuji TV, 2010)
- Untouchable (TV Asahi, 2009)
- Karei naru Spy (NTV, 2009)
- Kyoto Chiken no Onna 5 (TV Asahi, 2009)
- Code Blue SP (Fuji TV, 2009)
- Tengoku no Soup (WOWOW, 2008)
- Ryūsei no kizuna (TBS, 2008)
- Sirius no Michi (WOWOW, 2008)
- Code Blue (Fuji TV, 2008)
- Mito Kōmon (TBS, 2008)
- Bara no nai Hanaya (Fuji TV, 2008)
- Uramiya Honpo Special (TV Tokyo, 2008)
- Ten to Chi to (TV Asahi, 2008)
- Hasshu Mawari Kuwayama Jube (TV Asahi, 2007)
- Kirakira Kenshui (TBS, 2007)
- Himitsu no Hanazono (Fuji TV, 2007)
- Fuurin Kazan (NHK, 2007)
- Aibou 5 (TV Asahi, 2007, ep. 11)
- Unfair SP (Fuji TV, 2006)
- Uramiya Honpo (TV Tokyo, 2006)
- Fugoh Keiji 2 (TV Asahi, 2006)
- Unfair (Fuji TV, 2006)
- Tobosha Kijima Joichiro (逃亡者 木島丈一郎) (Fuji TV, 2005)
- Climber's High (NHK, 2005)
- Fugoh Keiji (TV Asahi, 2005)
- Chushingura (TV Asahi, 2004)
- Ultra Q Dark Fantasy Hikaru Fune (TV Tokyo, 2004, ep. 15)
- 4TEEN (WOWOW, 2004)
- Koi Seyo Otome (NHK, 2002)
- Utsu Bara (撃つ薔薇) (WOWOW, 2002)
- Kizu Darake no Onna (Fuji TV, 1999)
- Ultraman Gaia (TBS, 1999, ep29)
- Kiseki no Hito (NTV, 1998)
- Keiji O! (刑事追う!) (TV Tokyo, 1996)
- Yonimo Kimyona Monogatari Gorilla (Fuji TV, 1996)
- Kyoshi Natsu Yasumi Monogatari (教師夏休み物語) (NTV, 1992)
- Hagure Keiji Junjoha (TV Asahi, 1992)
- Shabon Dama (Fuji TV, 1991)
- Dragonfly (TBS, 1988)

### Cinema
- Kubi, regia di Takeshi Kitano (2023)
- Helter Skelter (2012)
- Kūki ningyō (2009)
- Lush Life (2009)
- Goemon (2009)
- Aruitemo aruitemo (2008)
- The Magic Hour (2008)
- Gururi no Koto (2008)
- Smile Seiya no Kiseki (2007)
- Glory to the Filmmaker! (Kantoku: Banzai!) (2007)
- Pacchigi! Love & Peace (2007)
- Tokyo Tower Okan to Boku to, Tokidoki Oton (2007)
- Unfair: The Movie (2007)
- Choshu Five (2007)
- Shikyu no Kioku - Koko ni Anata ga Iru (2007)
- LoveDeath (2006)
- Catch Ball (2006)
- Hula Girls (2006)
- Udon (2006)
- Lovely Complex (2006)
- Hana yori mo naho (2006)
- Gamera: Chiisaki Yusha-tachi (2006)
- Nice no Mori ~The First Contact / Funky Forest (2006)
- The Uchoten Hotel (2006)
- Takeshis' (2005)
- Custom Made 10.30 (2005)
- Kyashan - La rinascita (2004)
- Steamboy (2004)
- Cursed (2004)
- Nobody Knows (2004)
- Moon Child (2003)
- The Blessing Bell (2002)
- Ichi the Killer (2001)
- Distance (2001)
- Monday (2000)
- Brother (2000)
- Isola: La tredicesima personalità (2000)
- Dead or Alive (1999)
- Shark Skin Man and Peach Hip Girl (1998)
- Kids Return (1996)
- Getting Any? (1994)
- Sonatine (1993)

### Videogiochi
- Ryu ga Gotoku Online (2018) (Jiro Kawara)
- Yakuza Kiwami 2 (2017) (Jiro Kawara)
- Ryu ga Gotoku Kenzan! (2008) (Ito Ittosai)
- Yakuza 2 (2006) (Jiro Kawara)